# Sh2-98
Sh2-98 est une nébuleuse en émission visible dans la constellation du Cygne.
Elle est située dans la partie sud de la constellation, au bord d'un tronçon très lumineux de la Voie lactée, près du tronçon obscurci par les grands complexes de nébuleuses du Grand Rift. Il a une forme irrégulière et est entouré d'une sorte de gros anneau brumeux plus clair. La meilleure période pour son observation dans le ciel du soir se situe entre les mois de juin et novembre.
Sh2-98 est une région H II annulaire probablement associée à l'étoile Wolf-Rayet WR 130 et à un nuage moléculaire d'une masse d'environ 3000 M⊙. Sa distance serait égale à environ 3 600 pc (∼11 700 al), donc au-delà de la région du Grand Rift, près de l'étirement initial du bras d'Orion. Grâce à des investigations menées dans la bande infrarouge, trois sources y ont été identifiées, désignées par les initiales IRAS 19571+3113, IRAS 9572+3119 et IRAS 19560+3135. Cette dernière source semble être associée à un maser à eau, caractéristique typique de la présence de jeunes objets stellaires dans le nuage. À ces sources s'ajoutent quatre autres visibles en ondes radio et un autre maser à hydroxyde. Tous ces indices indiquent que Sh2-98 héberge des phénomènes de formation d'étoiles.